# Ononamolo III
Ononamolo III is een bestuurslaag in het regentschap Nias Barat van de provincie Noord-Sumatra, Indonesië. Ononamolo III telt 871 inwoners (volkstelling 2010).